# 제시카 디치코
제시카 소냐 디치코(영어: Jessica Sonya DiCicco, 1980년 6월 10일~)는 미국의 배우이다. 애니메이션 《더 버즈 온 매기》의 매기와 《어드벤처 타임》의 불꽃 공주의 성우로 유명하다.